# Valea Ursului (gmina)
Valea Ursului – gmina w Rumunii, w okręgu Neamț. Obejmuje miejscowości Bucium, Chilii, Giurgeni, Muncelu de Jos i Valea Ursului. W 2011 roku liczyła 3874 mieszkańców.